# 法蘭克·錢斯
法蘭克·萊羅伊·錢斯（英語：Frank Leroy Chance，1877年9月9日—1924年9月15日），為前美國職棒大聯盟的一壘手，生涯曾效力於孤兒(今小熊)及洋基兩隊。他曾擔任過小熊、洋基與紅襪的總教練。
錢斯是小熊在1907年和1908年的連霸功臣之一，他和喬·汀克、強尼·艾佛斯共同組成強大的黃金內野陣容。而他也是第一位四次達成單季執教百勝的總教練，歷史上也僅有8人做到。
1913年，錢斯加入洋基。並待了兩年，兼任球員與總教練。此後他便一直在小聯盟執教，直到1923年於紅襪執教。原本白襪要在1924年計畫延攬他擔任總教練，但此時錢斯身體狀況不佳而婉拒，最後錢斯便於1924年去世。
錢斯最後在1946年入選名人堂，並在1959年入選弗雷斯諾運動名人堂。

## 職業生涯

### 芝加哥小熊
1898年，錢斯登上大聯盟。該年他只是一個替補捕手和外野手，在1902年以前，他每年的出賽數都不到75場。後來球隊一壘手Bill Hanlon離隊，總教練讓錢斯轉戰一壘。
1903年，錢斯迎來生涯年。整季他繳出3成27的打擊率，並上演67次盜壘成功，還打回81分打點。隔年他的打擊率為3成10，並敲出6轟。1904年5月30日，他在雙重賽中挨了5次觸身球。

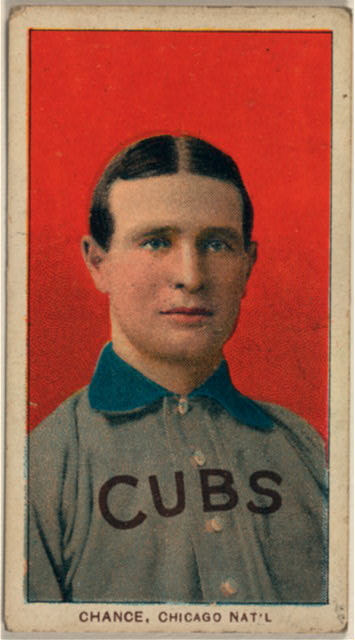
錢斯的球員卡

1905年，總教練Frank Selee身體狀況欠佳，因此錢斯接任總教練一職。該年他繳出3成16的打擊率，並打回70分打點與92次得分。1906年，他繳出3成19的打擊率，並以103次得分成為聯盟得分王。這年小熊拿下破天荒的單季116勝，不過他們在世界大賽輸給投手群陣容堅強的白襪。
1907年，錢斯繳出2成93的打擊率，並上演35次盜壘成功。儘管他在世界大賽的打擊率僅有1成54，但小熊依舊拿下隊史首冠。1908年，錢斯的表現開始衰退，他接下來三年的打擊三圍都沒能維持在聯盟前十。不過他在1908年世界大賽的打擊率高達4成21，幫助小熊拿下世界大賽二連霸。
1910年，錢斯開始讓Fred Luderus擔任一壘手。錢斯在這年世界大賽的打擊率為3成53，不過最終小熊1勝4敗輸給運動家。錢斯也在世界大賽第三場被驅逐出場，成為歷史上首位在世界大賽被驅逐出場的選手。而小熊在1911年開始進入重建期，錢斯也減少了自己上場的次數。

### 紐約洋基
1912年前斯在一場比賽中被觸身球擊中頭部，造成腦部出現血栓，使得他需要進行手術治療。同時，錢斯也因為球團老闆為了省錢而大量釋出高薪球員與其爭吵。結果小熊在錢斯住院期間將他釋出，洋基也趁此機會與錢斯交涉合約，最終洋基與錢斯簽下3年12萬美元的合約。加入洋基後，錢斯直接擔任球隊隊長、一壘手與總教練。1913年，洋基在美聯只有第七名。隔年錢斯任命Roger Peckinpaugh擔任洋基隊長。
1914年，洋基戰績依舊一蹶不振。錢斯甚至公開批評洋基球探Arthur Irwin的尋求人才能力，還要求球隊將他解雇。後來錢斯在球季結束前三週辭職，由Peckinpaugh接任總教練，不過錢斯還是能續領1915年賽季的薪水。

### 生涯後期
1916年，錢斯在太平洋海岸聯盟的洛杉磯天使(與現今洛杉磯天使無關)擔任總教練。同年他幫助球隊拿下聯盟冠軍，後來他在隔年辭職。
1923年，錢斯擔任紅襪總教練。球季結束後，球隊沒有和他續約。後來白襪與錢斯達成協議，將在1924年球季執教白襪。然而，一場重感冒襲擊了錢斯，還引起了一些併發症。錢斯只好向球隊遞上辭呈，然而白襪老闆卻不同意錢斯的辭職，甚至還說願意等到錢斯痊癒。後來錢斯在4月向白襪報到，但是身體狀況依舊無法讓他順利接下執教工作。他在4月進行緊急手術，白襪也找來錢斯前隊友艾佛斯來擔任總教練。

### 執教成績
| 球隊 | 年度   | 例行賽 | 例行賽 | 例行賽 | 例行賽 | 例行賽  | 季後賽 | 季後賽 | 季後賽 | 季後賽                |
| 球隊 | 年度   | 場次   | 勝     | 敗     | 勝率   | 排名    | 勝     | 敗     | 勝率   | 結果                  |
| ---- | ------ | ------ | ------ | ------ | ------ | ------- | ------ | ------ | ------ | --------------------- |
| 小熊 | 1905年 | 88     | 55     | 33     | .625   | 國聯第3 | –      | –      | –      | –                     |
| 小熊 | 1906年 | 152    | 116    | 36     | .763   | 國聯第1 | 2      | 4      | .333   | 輸掉世界大賽 (白襪)   |
| 小熊 | 1907年 | 154    | 107    | 45     | .704   | 國聯第1 | 4      | 0      | 1.000  | 贏得世界大賽 (老虎)   |
| 小熊 | 1908年 | 154    | 99     | 55     | .643   | 國聯第1 | 4      | 1      | .800   | 贏得世界大賽 (老虎)   |
| 小熊 | 1909年 | 153    | 104    | 49     | .680   | 國聯第2 | –      | –      | –      | –                     |
| 小熊 | 1910年 | 154    | 104    | 50     | .675   | 國聯第1 | 1      | 4      | .200   | 輸掉世界大賽 (運動家) |
| 小熊 | 1911年 | 154    | 92     | 62     | .597   | 國聯第2 | –      | –      | –      | –                     |
| 小熊 | 1912年 | 150    | 91     | 59     | .607   | 國聯第3 | –      | –      | –      | –                     |
| 合計 | 合計   | 1157   | 768    | 389    | .664   |         | 11     | 9      | .550   |                       |
| 洋基 | 1913年 | 154    | 57     | 94     | .377   | 美聯第7 | –      | –      | –      | –                     |
| 洋基 | 1914年 | 134    | 60     | 74     | .448   | 辭職    | –      | –      | –      | –                     |
| 合計 | 合計   | 285    | 117    | 168    | .411   |         | 0      | 0      | –      |                       |
| 紅襪 | 1923年 | 152    | 61     | 91     | .401   | 美聯第8 | –      | –      | –      | –                     |
| 合計 | 合計   | 152    | 61     | 91     | .401   |         | 0      | 0      | –      |                       |
| 總計 | 總計   | 1594   | 946    | 648    | .593   |         | 11     | 9      | .550   |                       |

## 生涯打擊成績
| 出賽次數 | 打席 | 打數 | 得分 | 安打 | 二安 | 三安 | 全壘打 | 打點 | 盜壘 | 保送 | 三振 | 打擊率 | 上壘率 | 長打率 | OPS  |
| -------- | ---- | ---- | ---- | ---- | ---- | ---- | ------ | ---- | ---- | ---- | ---- | ------ | ------ | ------ | ---- |
| 2014     | 9127 | 8172 | 1643 | 2543 | 451  | 157  | 118    | 1093 | 419  | 804  | 491  | .308   | .375   | .444   | .820 |

## 個人生活

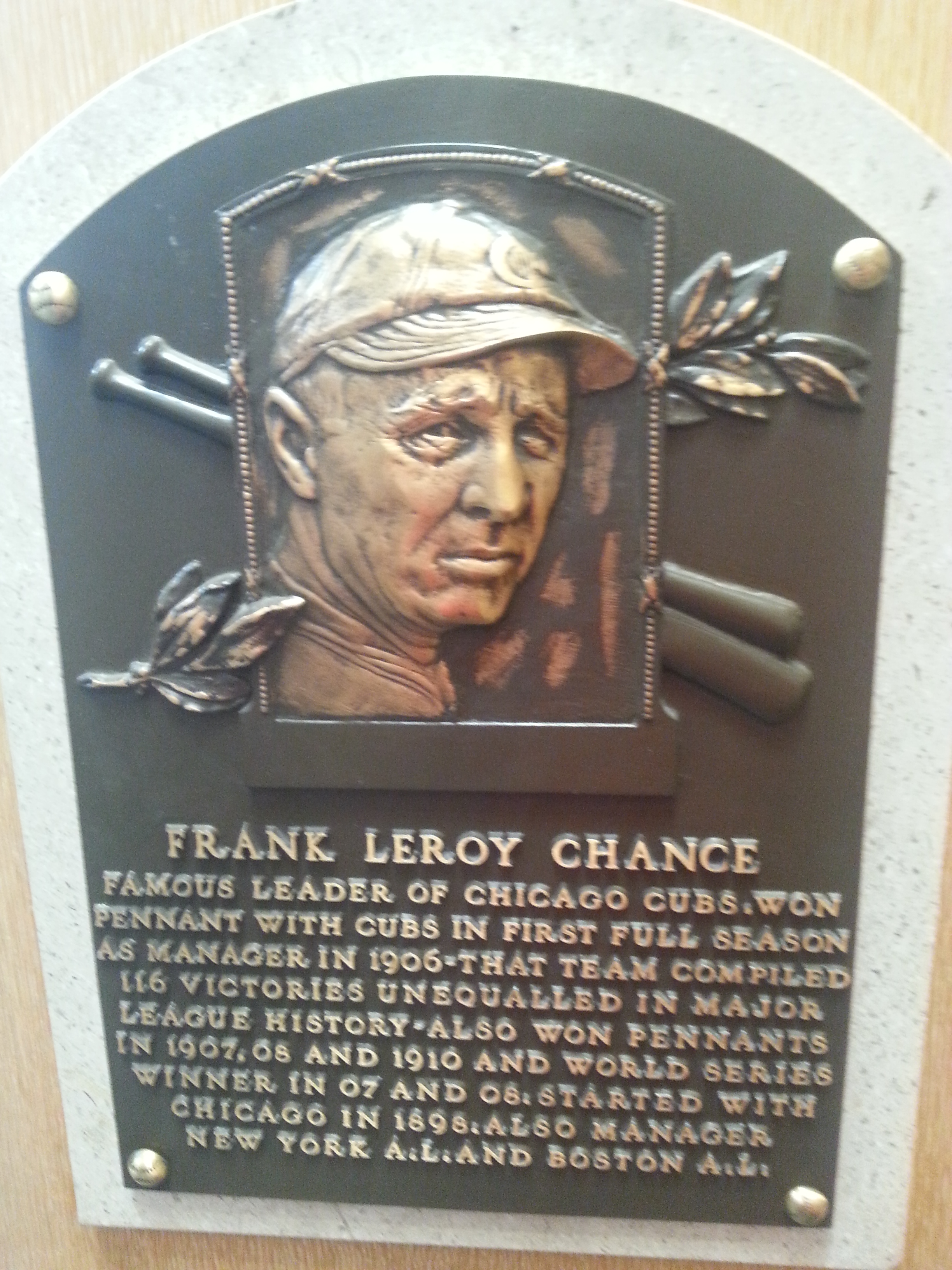
錢斯的名人堂匾額

休賽季期間，錢斯會去打拳擊。同時期頂尖的拳擊手詹姆斯·J·科比特和約翰·L·蘇利文都讚賞錢斯是相當出色的業餘拳擊手。
錢斯在1903年結婚，他的妻子日後也成為女子棒球的重要推手。
1924年9月15日，錢斯因病去世，享年僅47歲。不過關於他的死因並未透漏太多，僅說他久病未癒；有些資料則說錢斯是因為氣喘引發的心臟疾病去世。

## 榮譽
1945年名人堂票選，錢斯僅差7票便能入選。後來他在1946年和前隊友喬·汀克、強尼·艾佛斯一同入選名人堂。

## 外部連結
- 球員資訊和成績在MLB ，ESPN ，Retrosheet ，Baseball Reference ，Baseball Reference (Minors) ，Fangraphs ，The Baseball Cube （英文）
- 法蘭克·錢斯在台灣棒球維基館上的頁面（繁體中文）